# 北海タイムス
北海タイムス（ほっかいタイムス、Hokkai Times）は、北海道の札幌市を中心とした広域で発行されていた地方新聞である。

## 歴史
1887年1月、札幌にて『北海新聞（ほっかいしんぶん）』が創刊される。10月、『北海道毎日新聞（ほっかいどうまいにちしんぶん）』に改題。後に札幌区長となる阿部宇之八が経営にあたった。
1901年9月5日に『北門新報』及び『北海時事』と合併し、新たに『北海タイムス』を創刊。1922年には赤レンガを用いた北海道内初の鉄筋コンクリート造の新社屋が完成。しかし、戦時統合で1942年11月1日、『北海道新聞』に統合され終刊、社屋は北海道新聞が引き続き使用した。
1946年8月3日、戦前の『北海タイムス』の有志の手により『新北海（しんほっかい）』として創刊。
一方1946年8月31日、北海道新聞の僚紙として『夕刊北海タイムス（ゆうかんほっかい - ）』が再刊される。
1949年10月1日『新北海』が『夕刊北海タイムス』を合併し、『北海タイムス』と改題。
1951年9月1日、『小樽タイムス』を合併し、さらに1958年1月3日には旭川の『北海日日新聞』を、5月には釧路の『東北海道新聞』を合併。全道に販売網を広げる。
1953年12月10日、釧路地方裁判所での強盗殺人事件の公判中、北海タイムス釧路支社報道部所属のカメラマンが記者席を離れて裁判官席のある壇上に登り、裁判長の制止を無視して被告人を撮影する。カメラマンは法廷の秩序を乱したとして過料に処せられる。カメラマンは報道と取材の自由を主張し最高裁へ特別上告するも、敗訴（北海タイムス事件）。
1959年4月1日、北炭、毎日新聞社、東急、日本テレビ、フジテレビ等と共に札幌テレビ放送（STV）を開局。
1962年5月1日東京の日刊スポーツ新聞社と提携し、設立した北海道日刊スポーツ新聞社より『日刊スポーツ』北海道版を創刊。また、1981年12月1日には東京の日刊ゲンダイと提携して『日刊サッポロ』を創刊した。
しかし、昭和30年代（1955年 - 1964年）半ばより産経を除く東京の各紙が北海道に進出。これに防戦する北海道新聞との間で挟み撃ちになる形で、絶えず経営難に悩まされた。
1996年には親会社が京都科学技術学園を中心とする「科技専グループ」に変わり、オーナーの山崎種三が新社長に就任すると、山崎と旧経営陣・社員が対立、山崎が旧経営陣を解任したり、全員解雇や廃刊しようとするなどし泥沼化、1998年7月末に山崎が辞め、9月1日経営悪化から自己破産を申請し倒産、翌9月2日に休刊した。南1条西10丁目の南1条と石山通の交差点に建っていた本社（北海タイムスビル）は、倒産後も「タイムスビル」の名称で現存する。
その後山崎は破産宣告を受け、翌1999年にはフィリップス大学日本校跡地売却に絡む背任容疑で逮捕。科技専グループも2006年民事再生法を申請され倒産。山口県のYICグループに承継した。
同社をメインに設立したSTVが1973年より読売新聞の系列下に入った関係で、『北海タイムス』の題号商標は一時読売新聞東京本社が保有したが、現在は保有していない。一方、タイムス主催のイベントの多くは読売新聞北海道支社が引き継いでおり、さっぽろ雪まつりにおいては大通4丁目の「タイムス雪のひろば」を引き継ぐ形で「よみうり雪のひろば」として、第60回（2009年）まで1丁目の「よみうりファミリーランド」との2箇所で展開し、第61回（2010年）からはSTVとの共同運営「STV・よみうり広場」に移行していたが、第64回（2013年）を最後に撤退した。

## 地方版（1993年7月時点）
- 札幌市内版
- 旭川市内版
- 小樽・後志
- 空知
- 十勝
- 日胆
- 上川
- 北空知
- 北見・留宗

なお、1998年の廃刊まで、長らく札幌・旭川の2本社制をとっていた。

## 備考
- 1987年3月下旬まで（開始年月不詳）、STVテレビで「タイムスニュースレーダー」という、5分間の地域ニュース番組を毎週日曜日に放送していた。放送時間は当初は午後3時台、1980年代前半からはミユキ野球教室の後の午前9:55から5分間、1986年1月からは午前6時台のオープニング後であった。また、STVラジオのニュースは「タイムスニュース」の番組名称だった。
- 1997年までJRA札幌競馬場でタイムス杯競走が実施されていた。1998年も実施予定だったが、休刊に伴いハーベストステークスにレース名が変更となった。
- 1981年8月3日に社史『北海タイムス三十五年史』を発行している。
- CMソングとして『タイムスを読もう』（作詞・作曲：三木鶏郎、歌：青山ミチ）が製作された。